# Diodoto Trifón
Diodoto Trifón (en griego: Διόδοτος Τρύφων) fue rey del Imperio seléucida en el período 142 a. C.-138 a. C.
Como general del ejército, apoyó la proclamación de Antíoco VI Dioniso, el hijo menor de edad de Alejandro Balas, pero en el año 142 a. C. le depuso y se alzó con el poder en Celesiria, donde Demetrio II Nicátor era impopular por su trato opresivo a los judíos.
La situación interna en los dominios seléucidas era convulsa, y Diodoto estaba tan ansioso por ganar aliados que en 143 a. C. reinstaló al gobernador asmoneo en Judea a cambio de su ayuda. Fieles al acuerdo, varios ejércitos judíos marcharon contra Demetrio, el enemigo de Diodoto. Sin embargo, las fuerzas del sumo sacerdote Jonatán Macabeo se comportaron tan audazmente, que llevó a aquel a ser capturado y ejecutado. 
Esta ofensiva llevó a Diodoto a temer que los judíos alcanzaran la independencia, por lo que comenzó a conspirar contra Jonatán. Le atrajo a Ptolemaida con una pequeña escolta, y le secuestró. Finalmente le ejecutó e invadió Judea, invasión que fracasó debido a las condiciones meteorológicas, o a las guarniciones judías que bloquearon los accesos.
Diodoto fracasó en sus intentos de acobardar a los judíos, y tuvo que dejar la región bajo el mando de Simón Macabeo, hermano de Jonatán, debiendo conformarse con cobrar un tributo de 100 talentos. Finalmente, fue atacado y derrotado en Antioquía por Antíoco VII Evergetes, tras lo que Diodoto se suicidó.